# Mihail al VII-lea Ducas
Mihail al VII-lea Ducas (greacă Μιχαήλ Ζ΄ Δούκας, Mikhaēl VII Doukas), poreclit Parapinakēs (Παραπινάκης), (n. 1050, Constantinopol, Imperiul Roman de Răsărit – d. 1090, Constantinopol, Imperiul Roman de Răsărit) a fost un împărat bizantin în perioada 1071 - 1078.
Mihail a căpătat din partea bizantinilor o poreclă batjocoritoare: parapinakes. Ea se explică prin aceea că în vremea lui prețul grâului, al cărui monopol fusese instaurat de primul ministru al său, Nikephoritzes, a ajuns atât de mare încât cu un galben nu se mai putea cumpăra decât un sfert din cantitatea vândută anterior pentru aceeași sumă.
În timpul său, Imperiul Bizantin trece printr-o perioadă de profundă criză care s-a încheiat odată cu urcarea pe tron a lui Alexios I Comnen. În această vreme Bizantul pierde numeroase posesiuni în răsărit, în favoarea turcilor selgiucizi care, după victoria obținută după consumarea evenimentului ce este cunoscut în istorie sub numele de lupta de la Manzikert, înaintează tot mai mult în Asia Mică. În apus, Imperiul își pierde, în favoarea normanzilor, posesiunile italiene: Bari cade la 16 aprilie 1071, Palermo a fost cucerit la 8 ianuarie 1072 de Robert Guiscard, ducele Apuliei și al Calabriei (1057-1085)
În Peninsula Balcanică, pecenegii nord-dunăreni își întețesc atacurile, ajungând să controleze practic întreg teritoriul dintre Haemus (Balcanii) și Dunăre, iar slavii sudici își intensifică lupta de eliberare de sub autoritatea Bizanțului. În 1072, se produce răscoala lui Constantin Bodin, proclamat țar la Prizren și învins cu greu de bizantini. În 1076, Principele Croației, Dimitrie Zvonimir este încoronat rege, ca vasal al Papei, de legații lui Grigore al VII-lea, iar în 1077, Mihail al Zetei primește și el din partea Romei coroana regală.
Mihail al VII-lea a fost căsătorit cu prințesa caucaziană Maria de Alania. Căsătoria pare să fi avut loc după ce Mihail a devenit împărat, deși unii autori o plasează în 1065. Maria era fiica lui Bagrat al IV-lea, regele Georgiei (1027-1072). După călugărirea lui Mihail (1078), Maria se căsătorește cu împăratul Nichifor al III-lea Botaniates (1078-1081): În urma căsătorie ei cu Mihail a avut un fiu botezat cu numele de Constantin (1074-1095).